# Kyon (Burkina Faso)
Kyon è un dipartimento del Burkina Faso classificato come comune, situato nella provincia  di Sanguié, facente parte della Regione del Centro-Ovest.
Il dipartimento si compone del capoluogo e di altri 5 villaggi: Essapoun, Nagarpoulou, Po, Poa e Zilivelé.